# 日鲜同祖论
日鮮同祖論又稱為日韓同祖論、日朝同祖論，是日本人与韓國人同一来源的理论。

## 概要
日本在第二次世界大战后将大和民族視為一個自古在四個主要島嶼的單一民族，而戰前日本對於日本民族起源說法的研究充斥著各種日本是複合民族、或多民族的論調。而這些論調，在大東亞戰爭時又被使用、或是主動成為正當化侵略的藉口。
日本民族起源論涉及日韩同源的观点有新井白石的「我国祖先来自馬韓、熊襲与高句麗同族」，又有日本国学者平田篤胤在神国主義背景下研究《古事記》和《日本書紀》，认为自古以来日韓關係密切，以此更加声称日本对朝鲜具有支配地位。江戶時代末期，日韓同祖論纳入与尊王攘夷关联的征韓論。日本人類學者坪井正五郎認為日本是南北兩民族融合而成的混合民族。坪井的助手鳥居龍藏也將日本視為东北亚渡來人加自南方北上及北方南下的民族混合民族。日本內部的改革者支持该理论為正當化海外擴張的意識形態，這些被統治的殖民地被認為可以被吸納入日本民族，特別是日韓同祖的問題成為合併朝鮮過程中官定的意識形態，過往支持國體論的單一民族派有在官方政策下轉向。「具包容力」或是「吸納力」成為標記日本民族的新特徵。日本的養子制度在此時被拿來正當化殖民地的併入。
在语言学有学者认为日本語与古朝鮮語同一起源，如日本语与高句丽语、百济语有相似性。

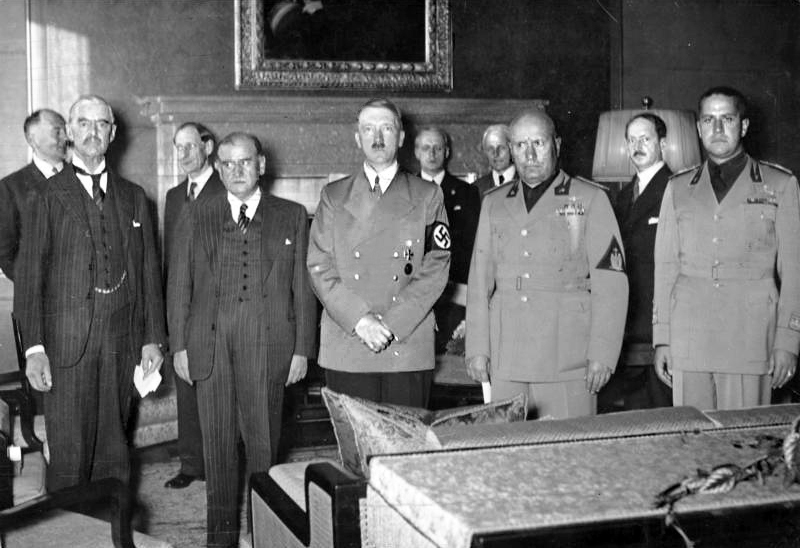
純血論可追塑至近代西方的雅利安人學說，該學說為納粹德國採用，並影響著日本軍國主義思想，最終修正為具朝鮮民族色彩的純血主義

純血主義常在朝鮮半島被奉為千百年的定律，但這種血統論僅在20世紀才植根於朝鮮半島。最初源自西方有關雅利安人種的主張，這一主張又演變成納粹德國的教條 ，日本殖民地政府沿襲此一學說，聲稱日、朝兩族同宗，血脈純正，雖然大和民族居於大韓民族之上，但因屬同一血脈，朝鮮族可以認祖歸宗，說日語、穿和服、寫日字、拜神道。
這一主張施展同時，朝鮮反抗運動也一同展開。其中申采浩從朝鮮流亡中國東三省、北京、上海等地，最終在1924-25年發表影響深遠的建構歷史書《朝鮮上古史》，提出朝鮮族始於檀君。 在朝鮮傳統史觀中，箕子朝鮮是他們首個朝代，但箕子相傳是商紂的親叔或親弟。申采浩重建朝鮮歷史時，焦點放在高句麗王國，形容當時的高句麗的軍事實力強盛，既開拓大片疆土，亦抵挡中國（隋朝）的入侵，這正是朝鮮民族的共同驕傲，以此說明朝鮮民族有能力對抗外族入侵，反抗日本。申采浩又在歷史中尋找朝鮮民族英雄，例如傳統史學中，朝鮮王朝時日本豐臣秀吉企圖吞併朝鮮時，朝鮮政權迅間跨台，明廷派兵入朝擊退日人，但新史觀中，整場反擊戰由李舜臣一手主導，明朝的角色被淡化。

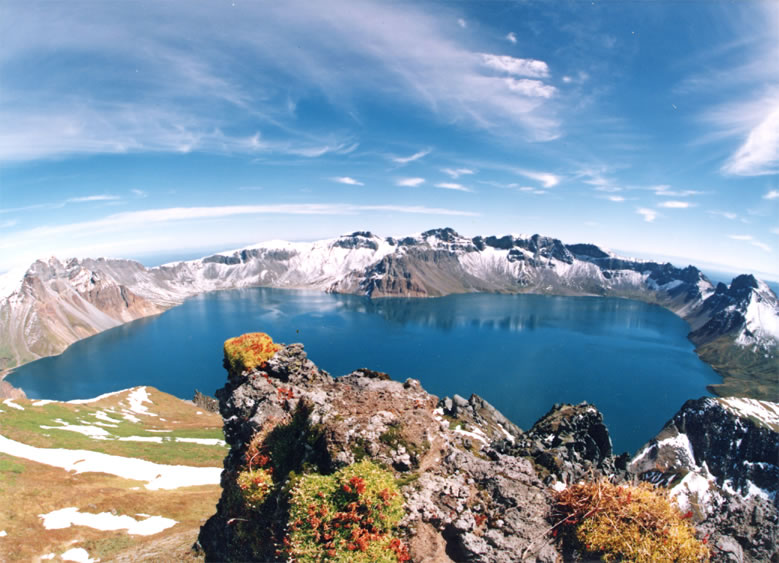
朝鮮近年歷史認為其始祖在長白山降生，令這個中朝邊界成為韓國民族主義者的焦點

迄今，申采浩在南北韓均被喻為「最偉大的史家」，其學說被信守不移，現時朝鮮民族學說多參照《三國遺事》（13世紀）及《東國通鑑》（15世紀）的記載，宣揚朝鮮王朝起於公元前2333年。